# Branimir Grozdanow
Branimir Grozdanow (ur. 21 maja 1994 w Sofii) – bułgarski siatkarz, reprezentant Bułgarii, grający na pozycji przyjmującego. 

## Przebieg kariery
| Lata                      | Klub                |
| ------------------------- | ------------------- |
| 2012–2014                 | CSKA Sofia          |
| 2014–2015                 | Noliko Maaseik      |
| 2015–2016                 | Beşiktaş JK         |
| 2016–2017                 | Bunge Rawenna       |
| 2017–2019                 | Arago de Sète       |
| 2019–2020                 | Argos Volley Sora   |
| 2020–2021                 | Qatar SC            |
| 2021–2022 (od 16.10.2021) | Solhan SK           |
| 2022–                     | Develi Belediyespor |

## Sukcesy reprezentacyjne
Igrzyska Europejskie:
- 2015[4]